# Пасічник Віталій Петрович
Віта́лій Петро́вич Па́січник (4 листопада 1993 — 19 листопада 2017) — солдат Збройних сил України, учасник російсько-української війни.

## Життєпис
Народився 1993 року в селі Стара Гута (Дунаєвецький район, Хмельницька область); закінчив старогутську школу, Кам'янець-Подільське училище культури. Був призваний на строкову службу, по її закінченні служив за контрактом.
Солдат, військовослужбовець 208-ї зенітної ракетої бригади.
19 листопада 2017 року загинув поблизу села Кам'янка (Ясинуватський район) під час пожежі у бліндажі, Михайло Калихалін витягнув з вогню одного побратима і повернувся рятувати інших, але з іще двома бійцями задихнувся від чадного газу й згорів заживо. Тоді ж загинули солдат Михайло Калихалін та прапорщик Олександр Кузьменко. Офіційною версією було влучання бойового ворожого снаряду, від якого бліндаж загорівся. 20 листопада в штабі АТО повідомляли, що за попередньою інформацією, пожежа сталася внаслідок необережного поводження з пічним обладнанням; за фактом події порушено кримінальну справу, проводилося слідство.
Після проведення експертиз та ідентифікації похований 9 грудня 2018 року з військовими почестями, з двома військовими прощались на території військової частини в селищі Полігон.
Без Віталія лишились батьки, дружина та двоє дітей (молодша 2017 р.н.)

## Нагороди та вшанування
- указом Президента України № 42/2018 від 26 лютого 2018 року «за особисту мужність і самовіддані дії, виявлені у захисті державного суверенітету та територіальної цілісності України, зразкового виконання військового обов'язку» — нагороджений медаллю «За військову службу Україні»[1]
- Його іменем названо вулицю в рідному селі[2]